# Anua fijiensis
Anua fijiensis là một loài bướm đêm trong họ Erebidae.